# Place de la Palestine
Pour les articles homonymes, voir Place de Palestine (Tunis).
La place de la Palestine, en arabe : ميدان فلسطين, également appelée Al-Saha ou As-Sahaest (الساحة), est une place située au centre-est de la ville de Gaza, en Palestine. Elle est localisée entre la rue Jamal Abdel Nasser et la rue Omar Mukhtar (en). Elle accueille une gare routière, une station de taxis, un marché aux fruits, un hôpital et des dizaines de petites boutiques et de vendeurs. Le siège de la municipalité de Gaza se trouve également sur la place.
La place de la Palestine était autrefois entourée de murs lorsqu'elle se trouvait à la limite sud de la vieille ville, surplombant des fermes d'orge et de légumes, des oliveraies et des amandiers.